# وفيات 2020
القائمة التالية لأبرز وفيات 2020.
يسرد الإدخالات لكل يوم حسب تاريخ الوفاة. يتضمن الإدخال النموذجي المعلومات بالتسلسل التالي:
- الاسم، العمر، دولة الجنسية عند الولادة، دولة الجنسية اللاحقة (إن وجدت)، سبب الشهرة، سبب الوفاة (إن عُرف)، والمصدر.

قائمة لأبرز وفيات سنة 2020 حسب الأشهر.

## الوفيات حسب الشهر
- وفيات يناير 2020
- وفيات فبراير 2020
- وفيات مارس 2020
- وفيات أبريل 2020
- وفيات مايو 2020
- وفيات يونيو 2020
- وفيات يوليو 2020
- وفيات أغسطس 2020
- وفيات سبتمبر 2020
- وفيات أكتوبر 2020
- وفيات نوفمبر 2020
- وفيات ديسمبر 2020